# Școala Montessori nr. 6 „Anne Frank”
Școala Montessori nr. 6 „Anne Frank” (în neerlandeză 6e Montessorischool Anne Frank) sau mai pe scurt Școala Anne Frank (în neerlandeză Anne Frankschool) este o școală primară publică Montessori din cartierul Rivierenbuurt⁠(d) (districtul Amsterdam-Zuid⁠(d)) al orașului Amsterdam.

## Istoric

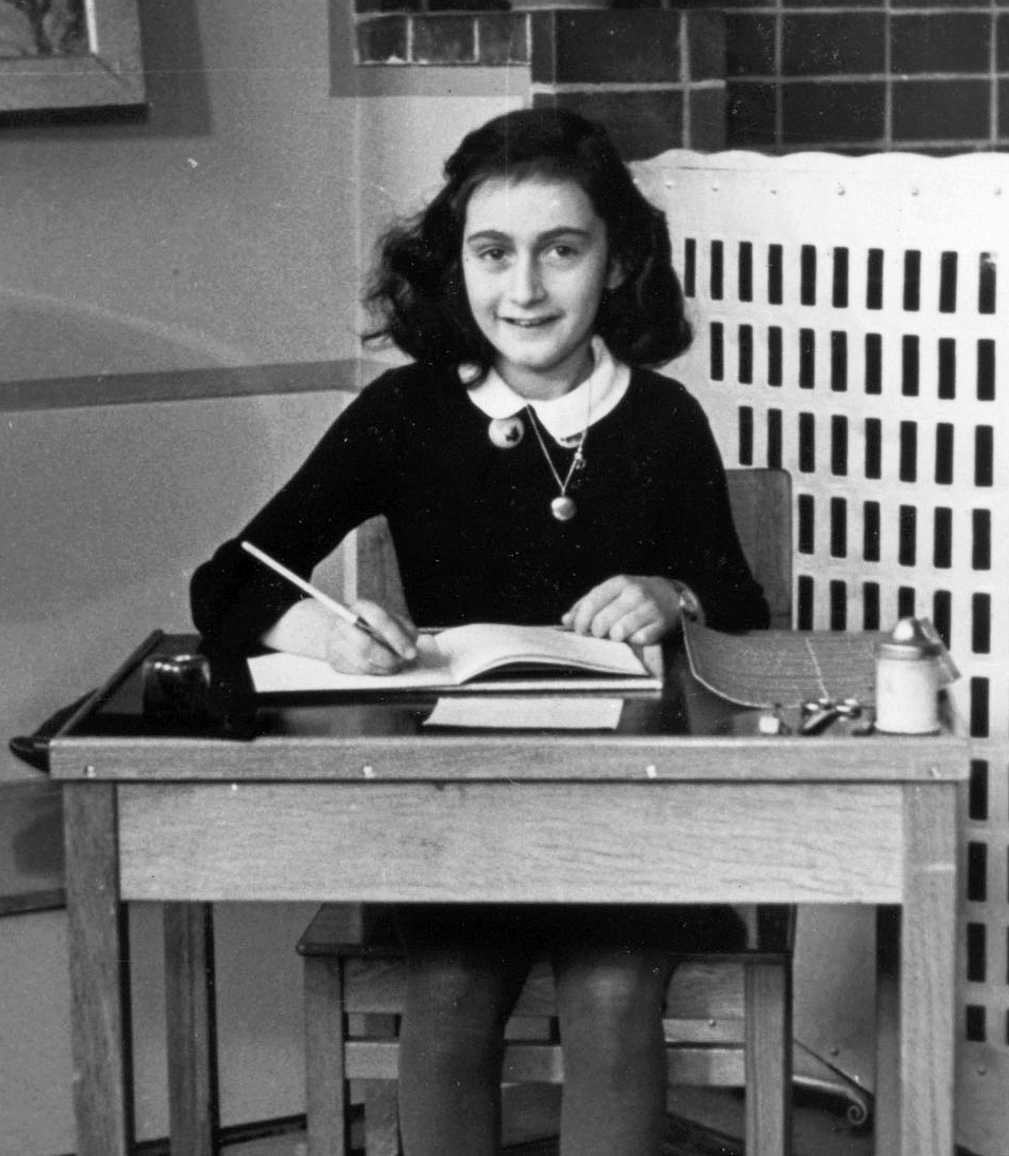
Anne Frank la Școala Montessori nr. 6 în 1940

Această școală a fost fondată în anul 1933 ca al șaselea institut educațional din Țările de Jos, care folosea metodologia educaționale a Mariei Montessori. Inițial a fost numită Școala Montessori nr. 6.
Anne Frank a frecventat grădinița afiliată școlii începând din aprilie 1934, iar mai târziu a urmat cursurile școlii. În clasa ei se mai aflau elevi care, la fel ca Anne Frank, fugiseră din Germania Nazistă cu familiile lor pentru că erau evrei, printre care și Hanneli Goslar, prietena Annei. În perioada ocupației naziste a Țărilor de Jos au fost adoptate o serie de măsuri antievreiești. După vacanța din vara anului 1941, forțele germane de ocupație au decretat ca cei 151 de elevi evrei să părăsească școala și să meargă în schimb la o școală evreiască. Alături de ceilalți elevi evrei, Anne Frank a părăsit școala primară în 1941 și și-a continuat studiile la Liceul Evreiesc.

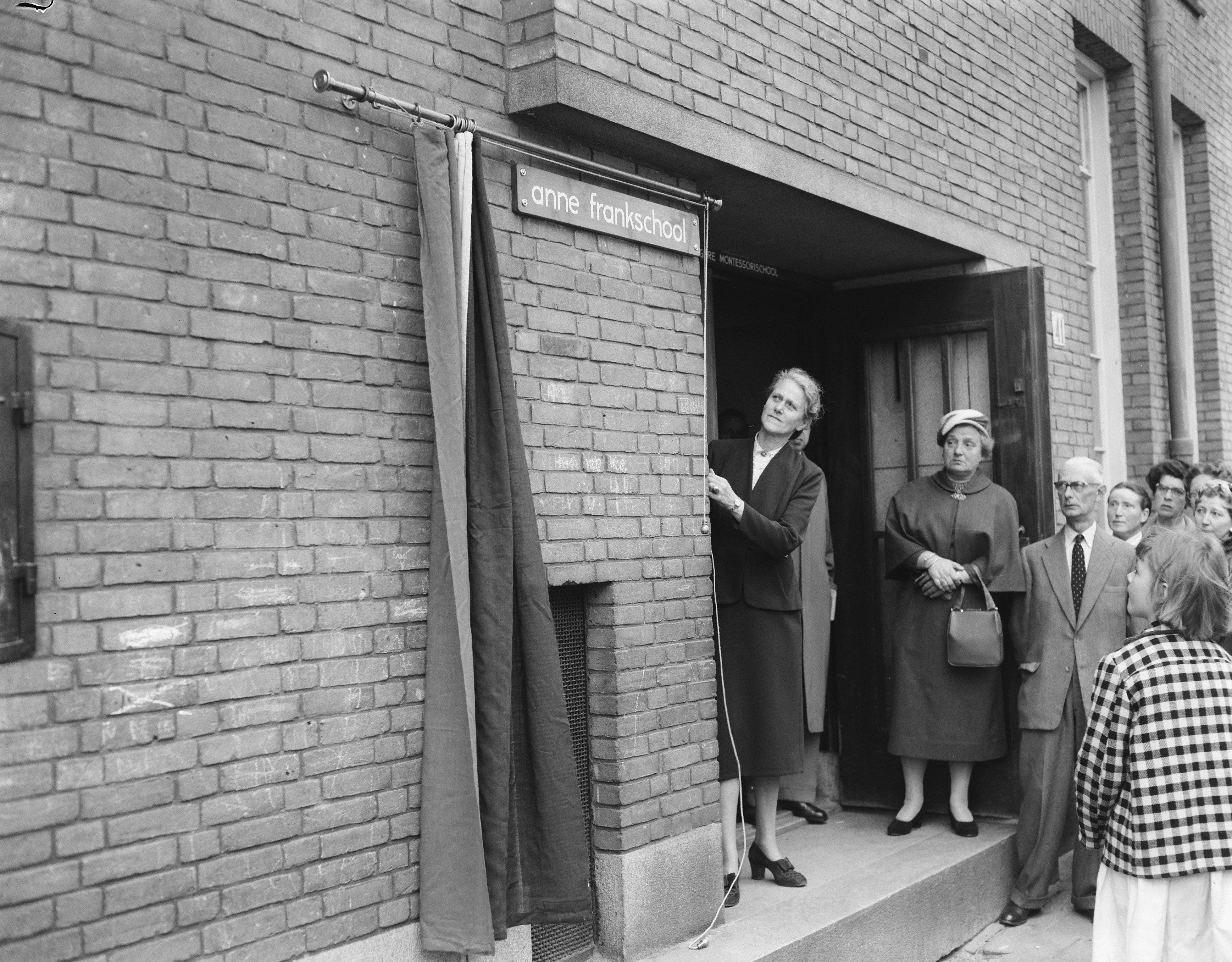
Ceremonia de redenumire a școlii din 1957

În 1956, Comitetul Anne Frank a cerut Primăriei orașului Amsterdam să redenumească școala în memoria Annei Frank. În 1957, la zece ani după ce Jurnalul Annei Frank a fost publicat, școala a primit numele Anne Frank.
Artistul Harry Visser a realizat în 1983 pe fațada școlii o pictură murală cu fragmente din jurnalul Annei Frank.
Clădirea școlii a fost renovata în 1995. Sălile de clasă de la etajul I au fost păstrate pe cât posibil în starea lor inițială. Ultima sală de clasă mai are încă o sobă originală. Aceasta a fost una dintre sălile de clasă în care a învățat Anne Frank. Pe unul din pereți există o placă memorială în memoria celor 130 de elevi evrei ai școlii care au fost deportați și uciși.

## Elevi notabili
- Anne Frank
- Hanneli Goslar